# Cal Barqué (Alella)
Cal Barqué és una masia d'Alella (Maresme) catalogada com a bé cultural d'interès local.

## Història
Antigament es coneixia com a Mas Porrassa, documentat per primer cop el 1290. El 1515 n'era propietari Tomàs Soler, i el 1590, el seu descendent Jaume, apotecari, cirurgià i barber d'ofici, vengué l'hort davant de la casa al comú per a fer-hi la plaça.
El 1659, el seu net Joan Soler, també apotecari, va vendre la casa i el negoci a Lluís Arbues, el fill i el net del qual continuaren amb l'ofici. El 1833, el barquer Josep Segur va adquirir la finca, que va prendre així el nom actual.

## Descripció
Consta de planta baixa, pis i golfes i és coberta amb una teulada de dues vessants i el carener perpendicular a la façana. Presenta La vessant esquerra de la teulada i de la casa és més llarga que la dreta i, per tant, més inclinada; d'aquesta manera es trenca l'eix de simetria. No queden restes de llindes i llindars de pedra, encara que possiblement n'hi havia hagut. Externament, la planta baixa ha estat molt malmesa degut a les transformacions que ha sofert, amb la finalitat d'obrir noves portes per a comerços. Pintat sobre la façana hi ha un rellotge de sol i la data 1774.